# اسمارت پست
اسمارت پست (انگلیسی: SmartPOST) شرکت لجستیک استونیایی است، که در سال ۲۰۰۶ تأسیس شد.